# Ó-Goa
Ó-Goa (kónkáni: पोरणें गोंय, portugálul: Velha Goa, angolul: Old Goa) település Indiában, Goa államban, Panadzsitól 10 km-re keletre, a Mandóvi folyó déli partján. Lakossága 5400 fő volt 2001-ben.

## Története
Az ókor óta Asóka, a Szátaváhanák és a Csálukja-dinasztia is hasznot húzott a tenger közeli, folyó mellé épült kikötővárosból. A Kadambák (11–12. század) két közeli helyen is létesítettek fővárost.
1489-ben a bídzsápuri Ádil Sáhi-dinasztia szerezte meg a várost. Afonso de Albuquerque 1503-ban megépítette Cochin erődjét, majd 1510-ben felhajózott a Mándovín és bevette Goát, ahol létrehozta a portugál tengerbirodalom fővárosát. Fővárosként a 18. század közepéig maradt meg. Amikor a 18. század közepén több járvány pusztított itt, az alkirály a közeli Panadzsiba tette át a székhelyét.

## A mai Ó-Goa
Ó-Goa ma az itt található gyarmati építészet emlékeivel a kulturális világörökség része. A település templomok és kolostorok másfél kilométer hosszan elterülő sorát nyújtja. A legtöbb épületet olasz és portugál építészek tervezték, és az európai stílusok széles skáláját képviselik, a reneszánsztól a barokkon át a portugál Mánuel stílusig.
Főbb műemlékei
- Assisi Szent Ferenc-templom és kolostor. A ferences rendi szerzetesek építtették 1521-ben.
- Bom Jesus-bazilika. 1594–1605 között építtették a jezsuiták. Goa védőszentjének, Xavéri Szent Ferencnek a földi maradványai itt találhatók.
- Szent Katalin-székesegyház. Ázsia legnagyobb templomának tartják.
- Thienei Szent Kajetán temploma. 1651-ben itáliai szerzetesek építették. Dúsan faragott magas oltáráról és szószékéről híres.
- Alexandriai Szent Katalin-kápolna. A Sé-katedrális felépüléséig Goa egyetlen katedrálisa volt.
- Rózsafüzéres Miasszonyunk temploma. 1526-ban épült.
- Istenes Szent János-templom és konvent. 1685-ben építette az Istenes Szent János Irgalmas Rend, hogy a betegeket ápolják.
- Páduai Szent Antal királyi kápolna
- Hippói Szent Ágoston-templom és -kolostor romjai. 46 méter magas laterit harangtornya van.
- Ádil Sáhí palotakapuja. Két oszlop és egy szemöldökfa ami megmaradt Ádil Sáh palotájából, amely 1554 és 1695 között az alkirály rezidenciája volt.

## Galéria

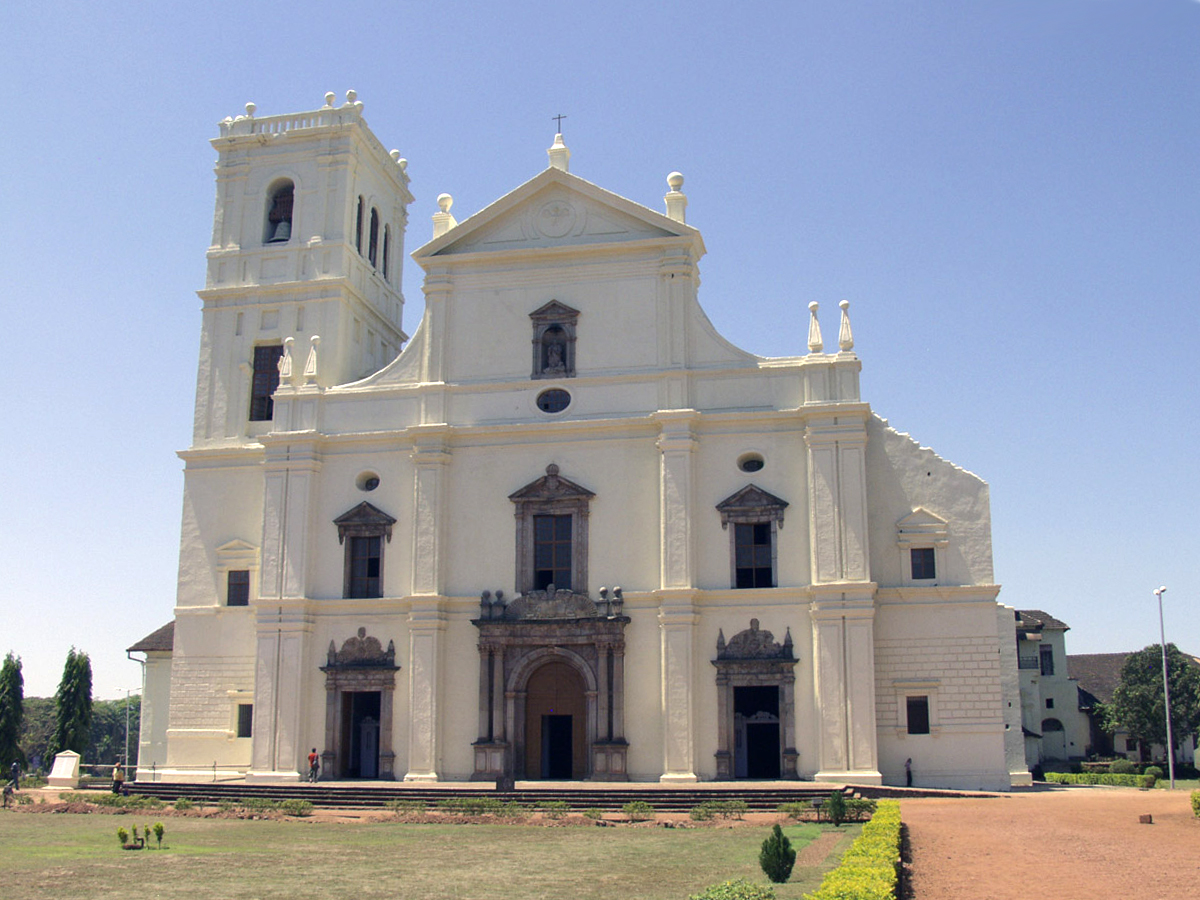
Sé-katedrális
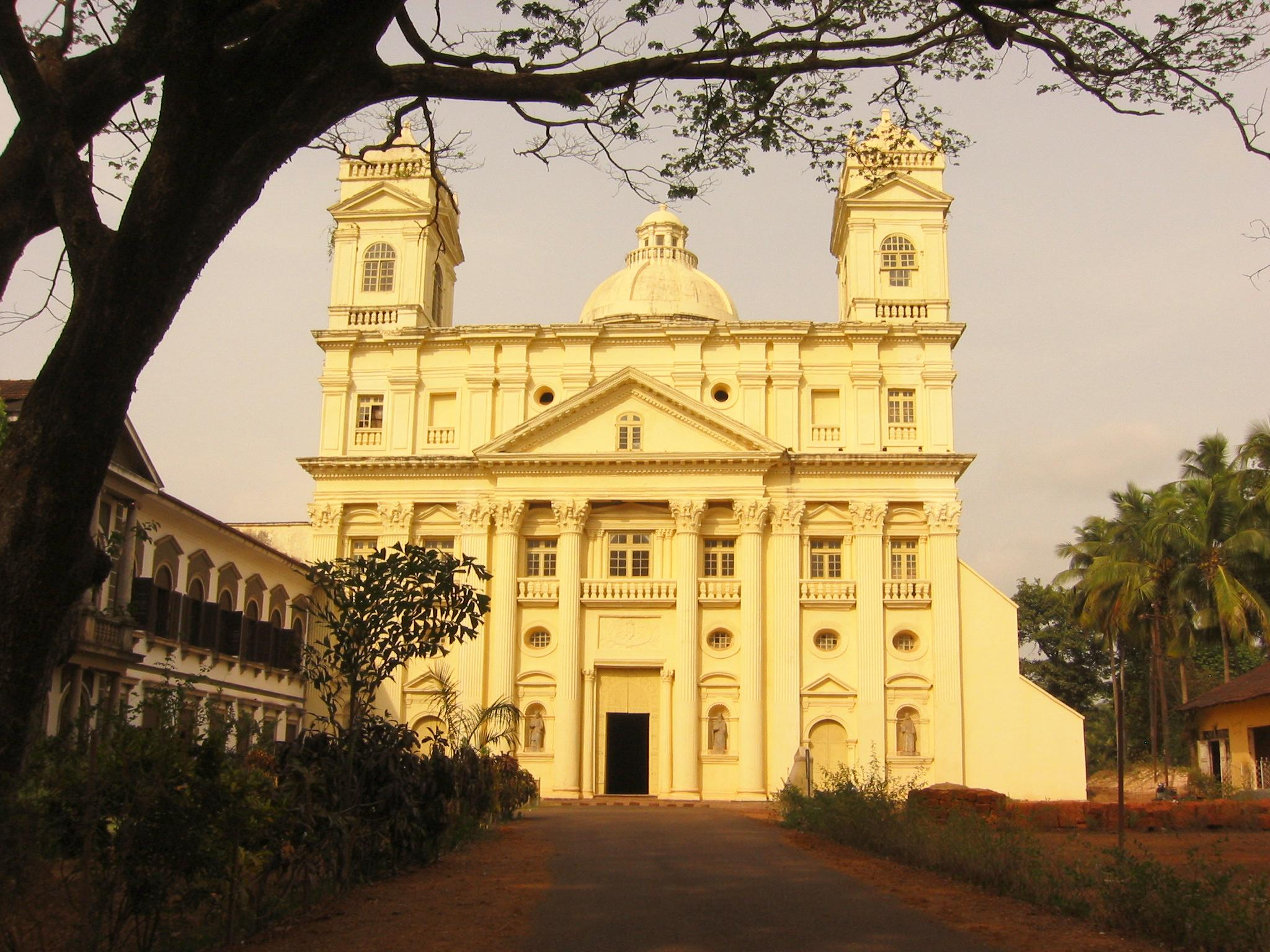
Szent Kajetán temploma
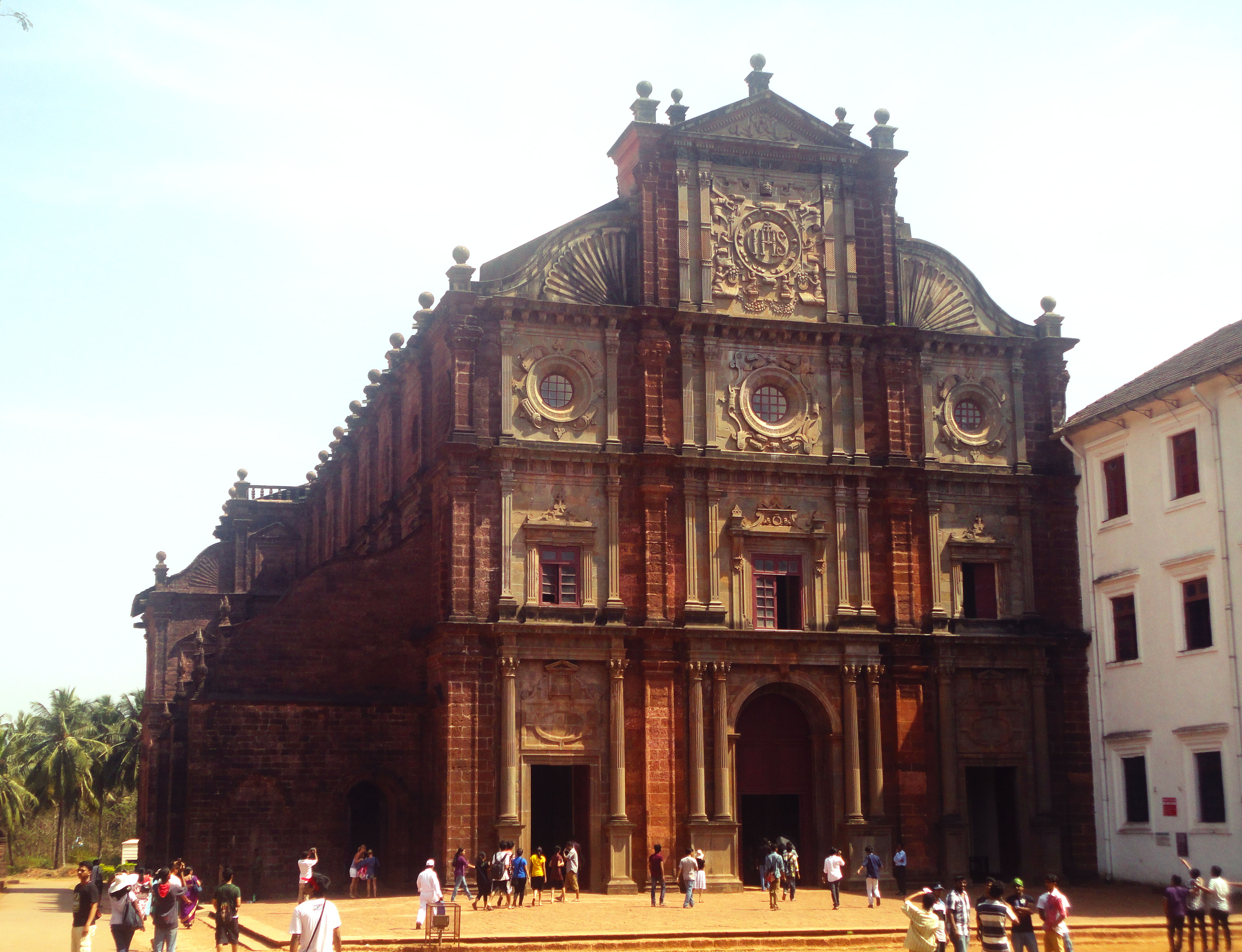
Bom Jesus-bazilika
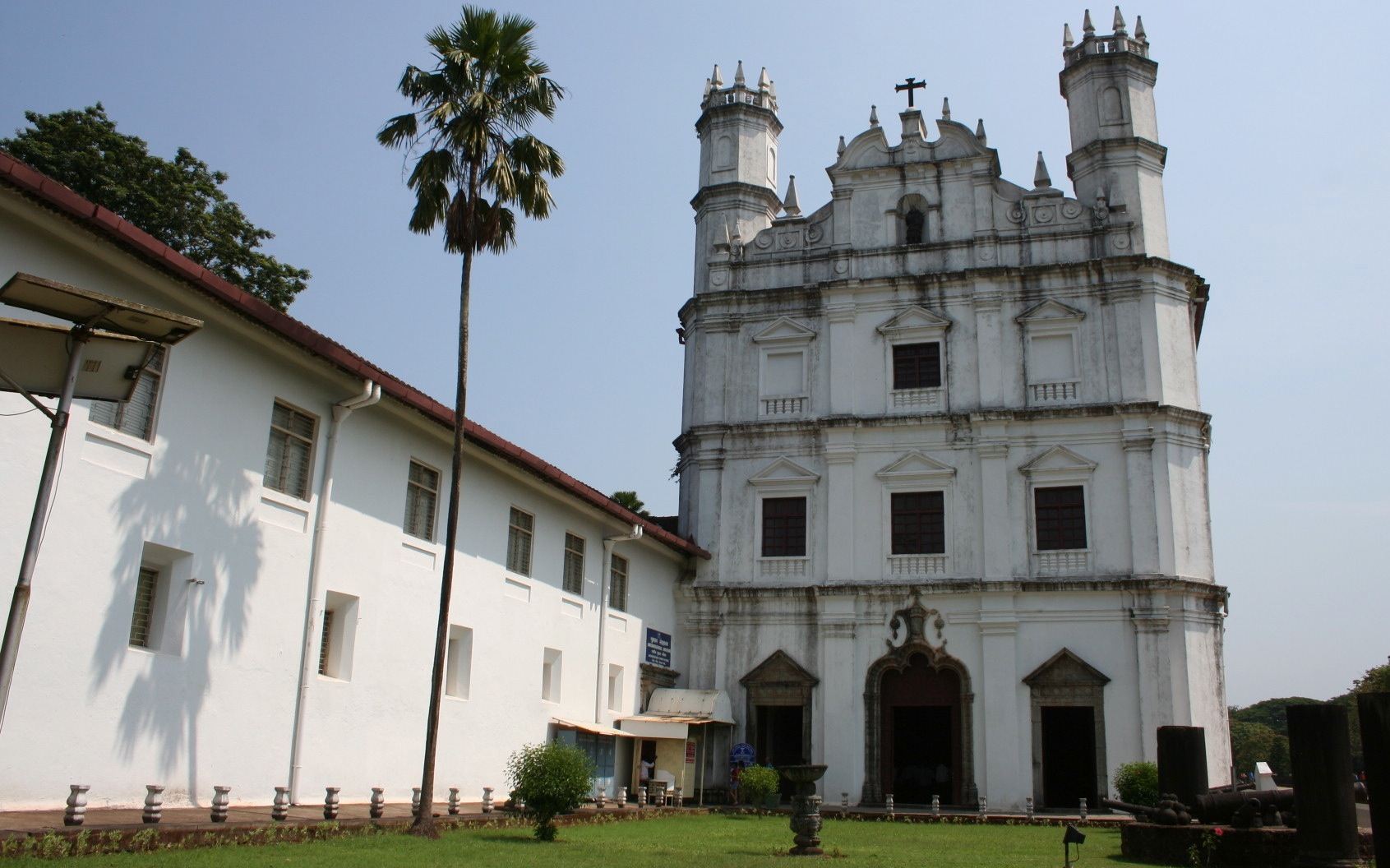
Assisi Szent Ferenc-templom és -kolostor
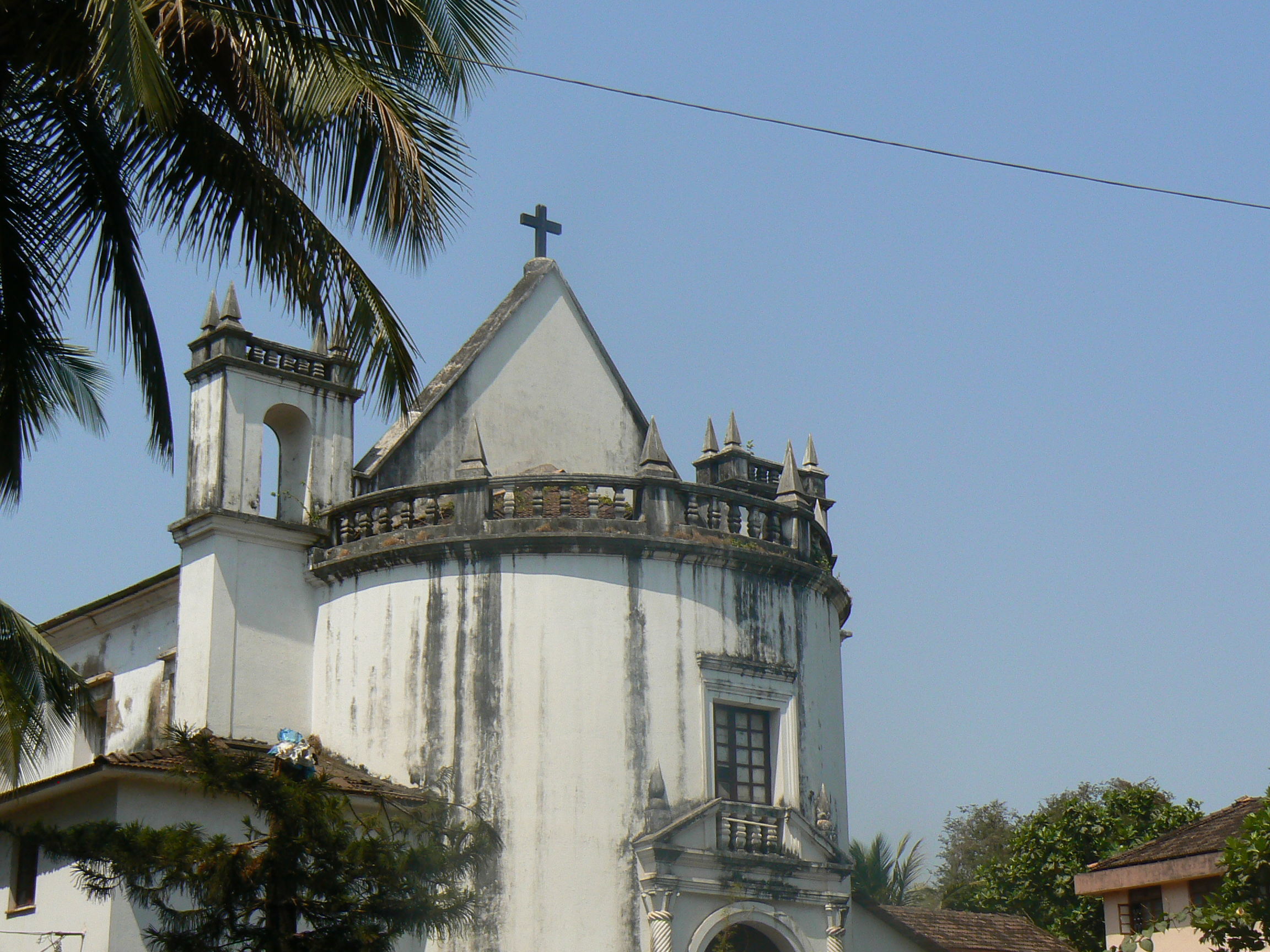
Szent Antal-kápolna
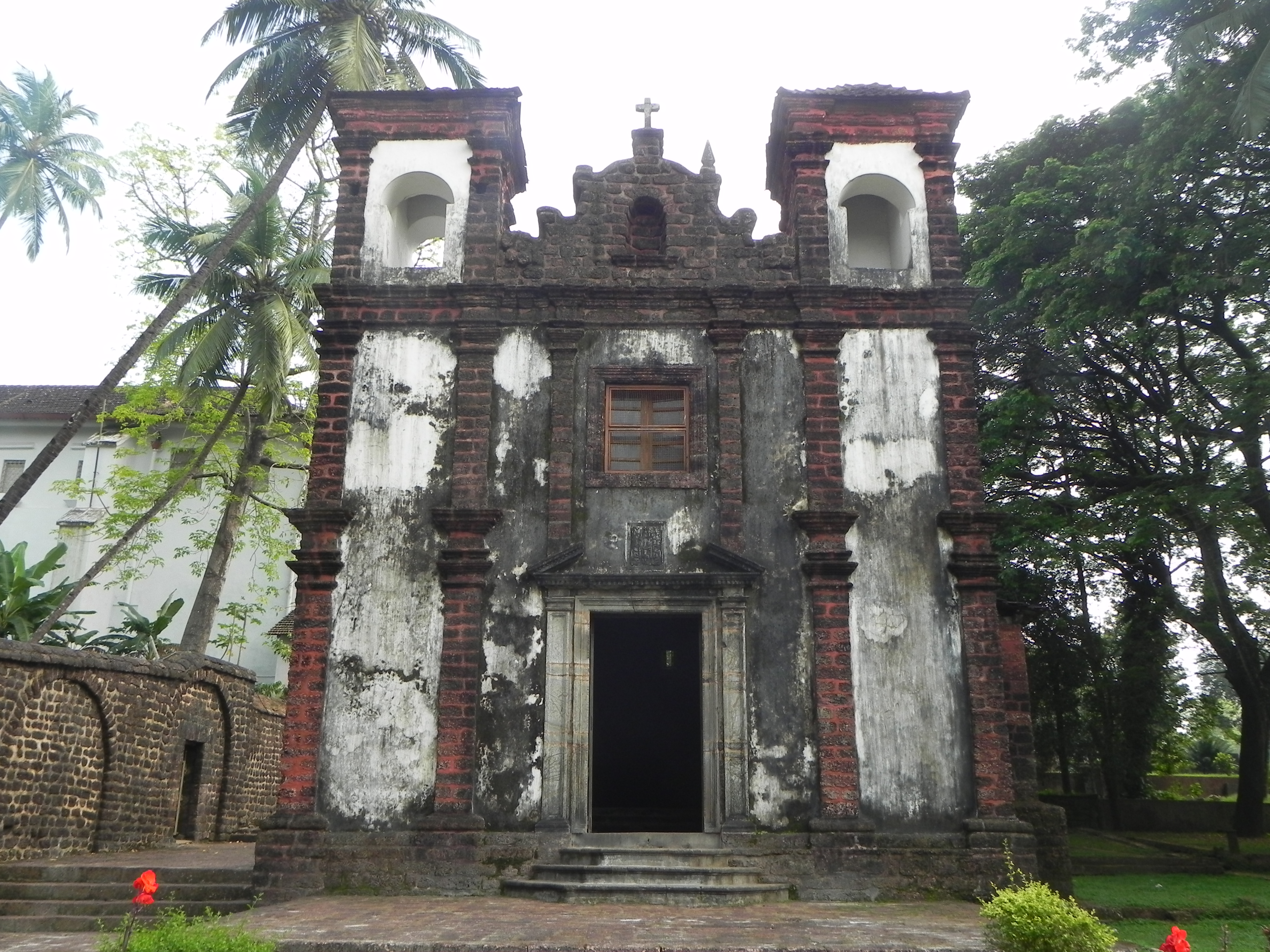
Szent Katalin-kápolna